# Gustave M. Gilbert
Gustave Mark Gilbert (* 30. September 1911 in New York City; † 6. Februar 1977 in Manhasset, New York) erlangte als US-amerikanischer Gefängnispsychologe beim Nürnberger Prozess gegen die NS-Hauptkriegsverbrecher internationale Bekanntheit.

## Leben
Gustave M. Gilbert wurde als Kind österreichisch-jüdischer Einwanderer in New York geboren. 1939 promovierte er an der Columbia University in Psychologie. Im Zweiten Weltkrieg wurde er mit dem Rang eines First Lieutenants als Mitarbeiter des Nachrichtendienstes der US Army in Europa eingesetzt.
Auf Grund seiner Deutschkenntnisse wurde er 1945–1946, nun im Rang eines Hauptmannes, gemeinsam mit Douglas M. Kelley und anderen als Übersetzer und Gefängnispsychologe an den Internationalen Militärgerichtshof in Nürnberg berufen. Er begutachtete dort die Angeklagten des ersten Hauptkriegsverbrecherprozesses und konnte mit NS-Funktionären wie Hermann Göring, Joachim von Ribbentrop, Wilhelm Keitel, Hans Frank, Rudolf Heß und Ernst Kaltenbrunner ausführliche Gespräche führen. Gilbert gab sich seinen Gesprächspartnern dabei nach einiger Zeit als Jude zu erkennen, was die Befragten aber offenbar nicht beeindruckte. Über seine Begegnungen mit den angeklagten NS-Größen berichtete Gilbert 1947 in seinem Nürnberger Tagebuch, das weltweit gelesen wurde.
1954 war Gilbert Associate Professor am Michigan State College, 1961 Chef des Psychologischen Instituts an der Long Island University in Brooklyn, New York. Beim 5. interamerikanischen Psychologiekongress wurde er 1957 in Mexiko-Stadt zum President-elect (zum nächstfolgenden Präsidenten) gewählt.
Am 29. Mai 1961 berichtete er als Sachverständiger im Eichmann-Prozess in Jerusalem, wie insbesondere Auschwitz-Kommandant Rudolf Höß ihm die zentrale Rolle Adolf Eichmanns bei der Endlösung der Judenfrage beschrieben hatte. Wann immer Höss moralische Zweifel an der „Endlösung“ gehabt habe, habe Eichmann diese zerstreuen können.
Die Figur des Gustave M. Gilbert kommt in diversen Filmen über den Nürnberger Prozess vor, unter anderen im Jahr 2000 in einer kanadisch-US-amerikanischen und im Jahr 2006 in zwei britischen TV-Produktionen, 2005 in der deutschen TV-Produktion Speer und Er (Regie: Heinrich Breloer).
Gustave M. Gilbert setzte im Nürnberger Prozess gegen die Hauptkriegsverbrecher das projektive psychologische Testverfahren Rorschachtest bei den Angeklagten ein. Später vertraten Miale und Selzer (1975, 287) aufgrund ihrer Interpretation der Rorschachtests die Meinung, dass die „Nazis keine psychisch normalen oder gesunden“ Menschen waren: „Hier scheint es sich allgemein um Individuen zu handeln, die unentwickelt, manipulierbar und in ihren Beziehungen zu anderen feindselig sind.“ Eine andere Untersuchungskommission, bestehend aus 15 Rorschachexperten, fand keine konsistenten Persönlichkeitsunterschiede zwischen den Antworten der Nazis und denen der Vergleichspersonen (Zimbardo, 1983).

## Schriften
- The Nuremberg Diary, Farrar, Straus & Co, New York 1947, engl. Fassung online les- und durchsuchbar im deutschen Internet-Buchhandel
  - auf Deutsch: Nürnberger Tagebuch. Gespräche der Angeklagten mit dem Gerichtspsychologen. Reihe: Die Zeit des Nationalsozialismus. Übers. Margaret Carroux, Karin Krausskopf & Lis Leonard. Fischer TB, Frankfurt 1962, ISBN 3-436-02477-5, 15. Auflage November 2014
- Hermann Goering: Amiable Psychopath, in: Journal of Abnormal and Social Psychology, Jg. 43, 1948, S. 211 ff.
- The Psychology of Dictatorship; Based on an examination of the leaders of Nazi Germany, The Ronald Press Company, New York 1950.
- Stereotype persistence and change among college students, in: Journal of Abnormal and Social Psychology, Jg. 46, 1951, S. 245 ff.
- Florence R. Miale & Michael Selzer: The Nuremberg mind: the psychology of the Nazi leaders, with an introduction and Rorschach records by Gustave M. Gilbert, Quadrangle / The New York Times Book Co., New York 1975, ISBN 0812905814.
- Philip G. Zimbardo: Psychologie. Springer, Berlin, 4. neubearb. Aufl. 1983; 18. aktual. Aufl. 2008 ISBN 3827372755.